# Warren Oates

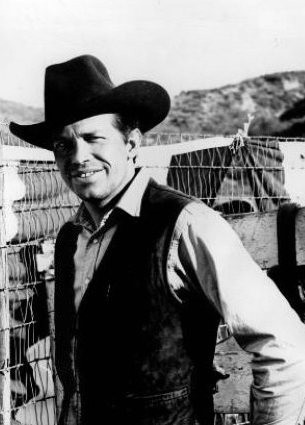
Warren Oates, 1963

Warren Mercer Oates (* 5. Juli 1928 in Depoy, Kentucky; † 3. April 1982 in Los Angeles, Kalifornien) war ein US-amerikanischer Schauspieler. Oates war als unkonventioneller Charakterdarsteller bekannt und spielte seine wohl berühmteste Rolle als glückloser Barpianist in Bring mir den Kopf von Alfredo Garcia (1974). 

## Leben und Werk
Oates wurde in einer Kleinstadt in Kentucky  geboren und war bereits am College in Theateraufführungen zu sehen. Er studierte in Louisville und diente bei den Marines. 1954 ging er nach New York, um dort als Schauspieler zu arbeiten. Oates erhielt kleinere Jobs beim Fernsehen, wo er unter anderem in den damals üblichen Live-Dramen zu sehen war. Da er von der Schauspielerei nicht leben konnte, war er gezwungen, sich auch anderweitig seinen Lebensunterhalt zu verdienen. Ab den frühen 1960er Jahren spielte er kleinere Nebenrollen in Hollywood.
1962 wurde Oates von Regisseur Sam Peckinpah für den Spät-Western Sacramento engagiert. In den 1960er Jahren spielt sich der unglamouröse, aber sehr talentierte Schauspieler in Hollywood langsam nach vorn, daneben war er aber auch weiterhin in TV-Produktionen zu sehen. Er trat in dem Low-Budget-Western Das Schießen (1967) neben Jack Nicholson auf und spielte eine markante Nebenrolle als Hilfssheriff in dem erfolgreichen Kriminalfilm In der Hitze der Nacht (1967). 1969 war er einer der todgeweihten Outlaws in Sam Peckinpahs Western-Klassiker The Wild Bunch – Sie kannten kein Gesetz. Eine seiner ersten Hauptrollen spielte er 1973 in John Milius’ Gangsterdrama Jagd auf Dillinger.

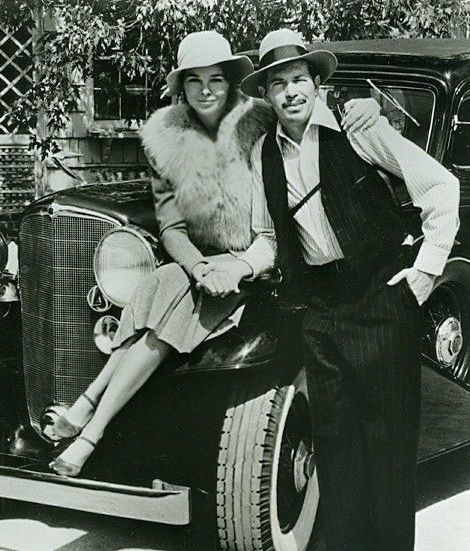
Warren Oates in Jagd auf Dillinger (1973)

Der meist unrasierte, rebellisch wirkende Oates war ein typgenauer Darsteller für New-Hollywood-Filme wie Der weite Ritt (1971) oder Badlands – Zerschossene Träume (1973). Seine wohl bekannteste Rolle spielte er, erneut unter der Regie von Sam Peckinpah, 1974 in Bring mir den Kopf von Alfredo Garcia, wo er als glückloser Barpianist und Kopfgeldjäger zu sehen war. Der Regisseur, der Oates am häufigsten einsetzte, war Peckinpah in insgesamt vier Filmen. Eine weitere erfolgreiche Partnerschaft war die mit dem Independent-Regisseur Monte Hellman. Für ihn spielte Oates unter anderem in Asphaltrennen (1971) und Cockfighter (1974).
In der zweiten Hälfte der 1970er Jahre war Oates auch in kommerziellen Produktionen wie Die Sklavenhölle der Mandingos und Vier im rasenden Sarg zu sehen und trat wieder zunehmend in TV-Filmen auf, wie etwa in dem Remake von African Queen in der Rolle Humphrey Bogarts. Eine für ihn typische Rolle erhielt er in Steven Spielbergs überdrehter Kriegsgroteske 1941 – Wo bitte geht’s nach Hollywood (1979), wo er Colonel „Madman“ Maddox spielte. Außerdem spielte Oates Nebenrollen in erfolgreichen Filmen wie Ich glaub’, mich knutscht ein Elch! (1981) und Das fliegende Auge (1982). Oates war als Fitzcarraldo im gleichnamigen Film Werner Herzogs vorgesehen, als er aufgrund einer Erkrankung die Produktion noch vor Drehbeginn verlassen musste.
1982 starb Warren Oates im Alter von 53 Jahren an einem Herzanfall. Sein letzter Film, Das fliegende Auge, wurde ihm gewidmet.

## Filmografie

### Spielfilme
- 1959: Geheimkommando (Up Periscope)
- 1959: Man nannte ihn Kelly (Yellowstone Kelly)
- 1960: J.D., der Killer (The Rise and Fall of Legs Diamond)
- 1960: Privatbesitz (Private Property)
- 1962: Sacramento (Ride The High Country)
- 1962: Insel der Gewalt (Hero’s Island)
- 1964: Der Wilde von Montana (Mail Order Bride)
- 1965: Nebraska (The Rounders)
- 1965: Sierra Charriba (Major Dundee)
- 1966: Das Schießen (The Shooting)
- 1966: Die Rückkehr der glorreichen Sieben (Return of the Seven)
- 1967: Mordbrenner von Arkansas (Welcome to Hard Times)
- 1967: In der Hitze der Nacht (In the Heat of the Night)
- 1968: Die ganz große Kasse (The Split)
- 1969: Smith! – Ein Mann gegen alle (Smith!)
- 1969: Gauner, Kronen und Juwelen (Crooks and Coronets)
- 1969: The Wild Bunch – Sie kannten kein Gesetz (The Wild Bunch)
- 1970: Barquero (Barquero)
- 1970: Zwei dreckige Halunken (There Was a Crooked Man…)
- 1971: Asphaltrennen (Two-Lane Blacktop)
- 1971: Der weite Ritt (The Hired Hand)
- 1971: Chandler (Chandler)
- 1973: Webster ist nicht zu fassen (The Thief Who Came to Dinner)
- 1973: Tom Sawyers Abenteuer (Tom Sawyer)
- 1973: Kid Blue (Kid Blue)
- 1973: Jagd auf Dillinger (Dillinger)
- 1973: Badlands – Zerschossene Träume (Badlands)
- 1974: Die weiße Dämmerung (The White Dawn)
- 1974: Cockfighter (Cockfighter)
- 1974: Bring mir den Kopf von Alfredo Garcia (Bring Me the Head of Alfredo Garcia)
- 1975: Vier im rasenden Sarg (Race with the Devil)
- 1975: 33 Grad im Schatten (92 in the Shade)
- 1976: Dynamite Trio (Dixie Dynamite)
- 1976: Die Sklavenhölle der Mandingos (Drum)
- 1977: American Raspberry (American Raspberry)
- 1977: Schlafende Hunde (Sleeping Dogs)
- 1978: Amore, piombo e furore
- 1978: Das große Dings bei Brinks (The Brink’s Job)
- 1979: 1941 – Wo bitte geht’s nach Hollywood (1941)
- 1981: Ich glaub’, mich knutscht ein Elch! (Stripes)
- 1982: Grenzpatrouille (The Border)
- 1983: Das fliegende Auge (Blue Thunder)
- 1983: Der Fighter (Tough Enough)

### Fernsehen (Auswahl)
- 1958–1961: Josh (Wanted: Dead Or Alive, Fernsehserie, 4 Folgen)
- 1958–1967: Rauchende Colts (Gunsmoke, Fernsehserie, 10 Folgen)
- 1960–1963: Twilight Zone (The Twilight Zone, Fernsehserie, 2 Folgen)
- 1960–1965: Tausend Meilen Staub (Rawhide, Fernsehserie, 4 Folgen)
- 1962: Bonanza (Bonanza, Fernsehserie, 1 Folge)
- 1963–1966: Die Leute von der Shiloh Ranch (The Virginian, Fernsehserie, 4 Folgen)
- 1964: Auf der Flucht (The Fugitive, Fernsehserie, 2 Folgen)
- 1982: Die Blauen und die Grauen (The Blue and the Gray, Fernsehserie)